# Sociedad Estadounidense de Naturalistas

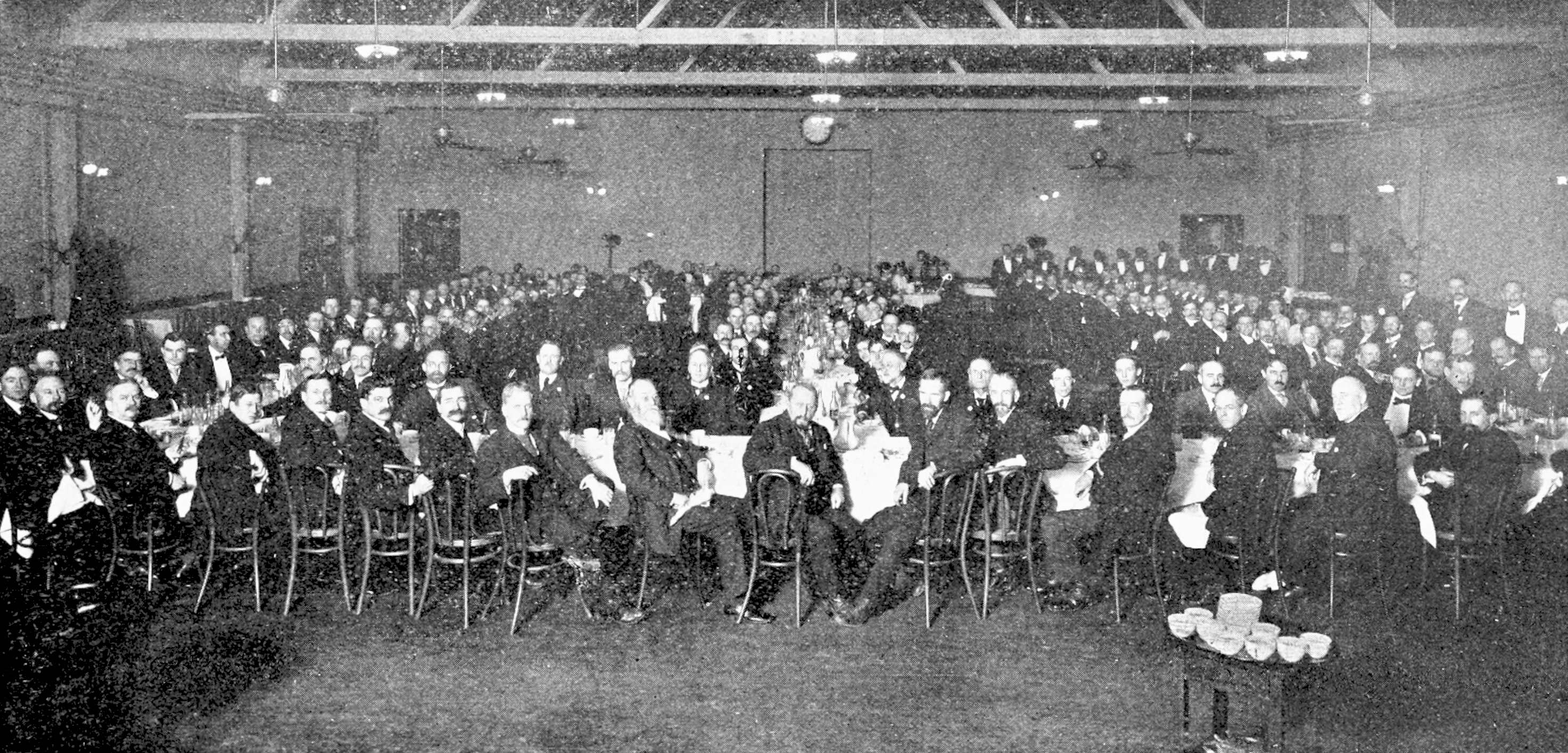
Cena con varios miembros de la Sociedad Estadounidense de Naturalistas.

La Sociedad Estadounidense de Naturalistas (American Society of Naturalists), fue fundada en 1883 y es una de las más antiguas sociedades de profesionales dedicados a las ciencias biológicas en América del Norte. El propósito de la Sociedad es "para promover y difundir el conocimiento de la evolución orgánica y otros principios biológicos a fin de mejorar la unificación conceptual de las ciencias biológicas."
La sociedad publica la revista científica The American Naturalist y celebra una reunión anual con un programa científico de simposios y estudios presentados y carteles. Desde 1993, se ha otorgado cada año el Premio Sewall Wright en honor de Sewall Wright para el biólogo que haga contribuciones fundamentales a la unificación conceptual de las ciencias biológicas.